# Lev Jasjin
Lev Ivanovitj Jasjin (russisk: Лев Иванович Яшин, tr. Lev Ivanovitj Jasjin, født 22. november 1929, død 20. marts 1990) var en sovjetisk målmand, der regnes blandt historiens bedste målmænd. På grund af sine akrobatiske redninger og tilbøjelighed til at klæde sig i helsort dragt i sine kampe fik han kaldenavnet "den sorte edderkop".

## Karriere

### Klubkarriere
Jasjin spillede hele sin karriere i Dynamo Moskva, hvortil han kom i 1949. Det var dog først fra 1953, han etablerede sig som klubbens førstemålmand, og i begyndelsen var han mere kendt som målmand for klubbens ishockeyhold. Han nåede i alt 358 kampe for sin klub frem til 1970, og i 178 af disse lukkede han ikke mål ind.
Jasjin vandt det sovjetiske mesterskab fem gange i løbet af sin karriere. Han fik også lige mange sølvmedaljer, samt én bronzemedalje. Tre gange var han med på at vinde den sovjetiske pokalturnering. Han blev også pokalmester med Dynamo Moskva i ishockey i 1953, og opgav næsten fodbold til fordel for ishockey. Han tog imidlertid til sidst pladsen i Dynamo Moskva tilbage fra Aleksej "Tiger" Khomitj.

### Landshold
Jasjin debuterede på Sovjetunionens fodboldlandshold i 1954 og blev hurtigt fast mand her. Hans første store turnering var OL 1956 i Melbourne, hvor fem af de kvalificerede hold trak deltagelsen, så blot elleve hold deltog. Sovjetunionen var favoritter, men havde overraskende besvær undervejs. I første runde besejrede de Tyskland 2-1, hvorpå de i kvartfinalen blot spillede 0-0 mod Indonesien. En omkamp (uden Jasjin) blev dog vundet 4-0, og i semifinalen var modstanderen Bulgarien. Kampen endte igen 0-0, men denne gang fortsatte man i forlænget spilletid, hvor Bulgarien kom foran. Imidlertid kom Sovjetunionen tilbage og endte med at sejre 2-1, hvor det sidste mål blev scoret kort inden slutningen. I finalen mødte Sovjetunionen Jugoslavien, der var uheldig med ikke at få et straffespark samt med at få et mål annulleret for offside. I stedet vandt Sovjetunionen med Jasjin guld, mens Jugoslavien for tredje OL i træk måtte nøjes med sølv, og Bulgarien fik bronze.
Han spillede også fire verdensmesterskaber for Sovjetunionen. I 1958, 1962 og 1966 som førstemålmand, og i 1970 som tredjevalg og "rådgiver". Desuden var han med til at vinde det første EM i fodbold i 1960, hvor Sovjetunionen efter sejr over Tjekkoslovakiet i semifinalen vandt finalen, igen over Jugoslavien; denne gang 2-1 efter forlænget spilletid.
Jasjin nåede i alt 78 landskampe for Sovjetunionen frem til 1967. Det kunne være blevet til flere, hvis ikke han i perioder var skadet.

## Hæder
Jasjin fik Den Gyldne Bold i 1963 som årets spiller i Europa. Han er fortsat den eneste målmand, som har modtaget denne pris. I 2000 blev han af FIFA udnævnt som "Århundredets målmand". Derudover modtog han i 1986 den Olympiske Orden i sølv.
Han var desuden motiv på en af de officielle FIFA-plakater til VM fodbold 2018 i Rusland.
Siden 2019 har France Football udnævnt årets bedste målmand i verden, og denne pris har fået navnet Jasjin-prisen.